# Dan Jansen
Daniel Erwin Jansen, detto Dan (West Allis, 17 giugno 1965), è un ex pattinatore di velocità su ghiaccio statunitense.
Ha partecipato a quattro edizioni dei giochi olimpici invernali (1984, 1988, 1992 e 1994) conquistando una medaglia nell'edizione 1994.

## Palmarès
Olimpiadi
- 1 medaglia:
  - 1 oro (1000 m a Lillehammer 1994).